# Dürnkrut, Ganserndorf
Dürnkrut (tiếng Slovak: Kruta, Suchá Kruta, tiếng Séc: Suché Kruty) là một thị xã thuộc huyện Gänserndorf thuộc bang Niederösterreich nước Áo. Đô thị Dürnkrut, Ganserndorf có diện tích 30,4 km², dân số năm 2001 là 2207 người.

## Phân chia hành chính
- Dürnkrut
- Waidendorf

## Đô thị kề bên
- Gajary (tiếng Đức: Gayring, tiếng Hungary: Gajar)
- Götzendorf, Velm-Götzendorf
- Jedenspeigen
- Waidendorf
- Angern an der March (tiếng Slovak: Congr)
- Zistersdorf (tiếng Slovak: Čistejov)